# 尾瀬あきら
尾瀬 あきら（おぜ あきら、1947年（昭和22年）7月26日 - ）は、日本の漫画家。京都府京都市出身。別名松本 めぐむ。

## 経歴
高校生時代に石森章太郎の『マンガ家入門』を読み、漫画家を志す。
高校卒業後、あさのりじ、久松文雄のアシスタントを経て、石森プロに入る。当時の石森プロの先輩アシスタントに永井豪、後輩に小山田つとむがいた。石森プロ時代も久松やあさのりじの手伝いをしていた。
松本めぐむというペンネームで貸本漫画の描き下ろし単行本を手掛けた後、『空飛ぶゆうれい船』のコミカライズでデビュー。
初期はアニメや特撮番組のコミカライズ作品を手がけていた。その後、新聞や少女漫画雑誌の連載を経て、『マッチポイント!』からペンネームを現行の尾瀬あきらに変更。『少年ビッグコミック』にて連載された自身初の長期連載作『初恋スキャンダル』は連載5年、単行本全18巻の人気作品となった。
1985年（昭和60年）に『初恋スキャンダル』『とべ!人類II』で第31回（昭和60年度）小学館漫画賞を受賞している。
1988年（昭和63年）の春から『夏子の酒』（モーニング）の連載が始まる。日本酒造りとそのために必要な酒米造りについて、田舎や農業の抱える問題と共に描いた作品で広く人気を博し代表作となり、1994年（平成6年）にフジテレビ系列で連続ドラマ化された。
『夏子の酒』完結後、1年余りの取材を経て、三里塚闘争に奔走される地元農民の生き様を描いた『ぼくの村の話』を1992年（平成4年）春から1993年（平成5年）末にかけて『モーニング』にて連載。「ヒットこそしなかったものの、この作品で多くのものを得た」と公式サイトにて発言している。
これ以降、2 - 3年程度の連載作品を青年漫画雑誌で発表している。

## 作風・エピソード
基本的に社会派的な問題提起型の話が多く、日本社会の中に内在する、日の当たらない問題・人間を主題に扱う。漫画作品以外にも、漫画の描き方や、趣味である酒に関してつづった著書などがある。
コミカライズを担当していた時代は、既存の物語を組み立て直すことに空虚さを感じていたが、アシスタントではなく漫画を描き続けられただけで喜びを感じていたと語っている。『仮面ライダーV3』では必要最低限の部分を抑えれば自由にやって良いという体制であったため、結城丈二 / ライダーマンについて掘り下げるなどのオリジナル要素を盛り込んだ。『鋼鉄ジーグ』や『大空魔竜ガイキング』では、物語をパターンに納める作業をつまらなく感じたため、自身が好む「人間的な弱さのあるヒーローらしくないヒーロー」というコンセプトで執筆した。『ガイキング』で自身のヒーロー像を描き切ったと感じ、コミカライズの仕事を絶った。
『鋼鉄ジーグ』では女子高校生によるファンクラブが存在した。

## 主な作品

### アニメ・特撮番組の漫画化作品
※ 全て松本めぐむ名義で執筆。
※内部リンクは大元のテレビ作品へリンクしている
- 空飛ぶゆうれい船『別冊少年キング』
- 超人バロム・1 - 原作：さいとう・たかを、『テレビマガジン』（1972年7月号 - 12月号）
連載1・2話（5・6月号）はさいとう・たかを（さいとうプロ）が執筆した。
- バビル2世 - 原作：横山光輝、『テレビマガジン』（1973年2月号 - 9月号）
- 仮面ライダーV3 - 原作：石森章太郎、『テレビランド』（1973年7月号 - 1974年2月号）
- 仮面ライダーX - 原作：石森章太郎、『テレビランド』（1974年3月号 - 5月号）
- 宇宙円盤大戦争 - 原作：永井豪、『テレビマガジン』（1975年7月号 - 8月号）
- 鋼鉄ジーグ - 原作：永井豪、『冒険王』（1975年11月号 - 1976年9月号）
- 大空魔竜ガイキング - 原作：中谷国夫・杉野昭夫・小林檀、『テレビランド』（1976年）

### 児童文学の漫画化作品
※ 松本めぐむ名義
- ハックルベリーの冒険 - 原作：マーク・トゥエイン、集英社モンキー文庫 名作漫画シリーズ（1977年）

### 一般小説の漫画化作品
- 善人長屋 - 原作・西條奈加、『ビッグコミックオリジナル』（2018年 - 2020年）

### 原作付き作品
- リュウ - 原作：矢島正雄、『週刊少年サンデー』（1986年 - 1988年）
- 風勃ちぬ - 原案：新藤兼人『本能』、『ビッグコミックオリジナル』（2024年19号[5]、2024年20号[6]） - 読み切り前後編[5][6]

### オリジナル作品
少年漫画
- とべ!人類 - 『毎日中学生新聞』（1978年 - 1978年）
松本めぐむ名義。作者初のオリジナル作品。後に『少年ビッグコミック増刊号』にて加筆修正版が再掲載された。
- 初恋スキャンダル - 『少年ビッグコミック』（1981年 - 1986年）
- とべ!人類II - 『少年ビッグコミック増刊号』（1984年 - 1985年）
『とべ!人類』の続編。『少年ビッグコミック増刊号』に再掲載された『とべ!人類』の反響を受けて描かれたもの。

少女漫画
- マッチポイント! - 『コロネット』（1979年）
バレー部キャプテン槇村心のさわやか青春スポーツ&ラブ

青年漫画
- 夏子の酒 - 『モーニング』（1988年 - 1991年）
- ぼくの村の話 - 『モーニング』（1991年 - 1993年）
成田空港建設に伴う三里塚闘争を、農民側の視点で1960年代の候補地策定から第二次代執行発生直後まで、作者の入念な取材を基に辿った作品。エピローグで、1990年代の円卓会議と政府の謝罪が行われたことが描かれている。
「ぼく」は作中のストーリーテラーで実質的な主人公の押坂哲平とされており、彼が小学5年生から高校1年生へ成長する間の出来事を、連載時点で成人（30歳代）となっている彼が回想する形で物語が展開されている。少年たちのキャラクターデザインは『とべ!人類』の登場人物に近いものとなっている。
連載当時、宮内庁下総御料牧場の風景などを1970年代に刊行された写真集を参考に模写したものが複数あり、講談社の担当のミスで著作権者に対して許諾を取らず無断で掲載したことが問題となった。これはNHKのニュース番組でも報道された。単行本では出典が明記されている。
本作は前作『夏子の酒』と異なり講談社漫画文庫化はされていない。単行本は再版されずに絶版となったが、復刊ドットコムの投票結果などから2008年（平成20年）にコミックパークでのオンデマンド出版による再版が実現している。
- みのり伝説 - 『ビッグコミックオリジナル』（1994年 - 1997年）
出版社のライターとして働く杉苗みのりが独立して成長して行くサクセスストーリー。
藤田千恵子の「愛は下克上」を土台にしている。
- 奈津の蔵 - 『モーニング』（1998年 - 2000年）
夏子の祖母の時代の酒蔵を描いたもので『夏子の酒』の前章にあたる作品。
当時の酒蔵の悪習的しきたりや、酒造りの技術革新などの歴史が垣間見える。
- 光の島 - 『ビッグコミックオリジナル』（2001年 - 2004年）、原案：森口豁『子乞い』
沖縄県鳩間島の小学校と村（役場）の存続のために里子に出された6歳の主人公、光が島民との触れあいで成長して行く様を題材とした作品。
なお、『子乞い』を原作とした作品は、他に日本テレビ系列で放送されたドラマ『瑠璃の島』（2005年（平成17年））がある。
- オンサイト! - 『モーニング』（2004年 - 2005年）
1993年、父親の転勤（左遷）で長野県に転校してきた小学6年生の大村摩耶が、フリークライミング競技と、クラスメイトの岩本瞬（在日韓国人で本名は韓瞬（ハン・スン））や開業医の娘である朴正美（パク・ジョンミ）たちに出逢い、登場人物それぞれが抱える人間としての悩みを、クライミングを通じて打破して行く様を描いた作品。摩耶たちが中学3年生となり、将来を決意した所で第一部が完結。『ぼくの村の話』以来久々の少年少女を物語の中心に据えた作品となっている。
第二部の構想がある模様だが、いまだ掲載されていない。
タイトルの「オンサイト」はフリークライミングにおける完登の様式のひとつ。
- 蔵人 - 『ビッグコミックオリジナル』（2006年 - 2009年）
- どうらく息子 - 全18巻『ビッグコミックオリジナル』（2010年 - 2017年）
大卒後就職が決まらず親族が経営する保育園で保育助手のアルバイトをしている関谷翔太が、偶々、寄席で観た「時そば」に魅せられ、惜春亭銅楽（せきしゅんていどうらく）に弟子入りし落語の世界へ入っていく様を描く作品。
- 夢で逢いましょう - 『ビッグコミックオリジナル』（2022年）
2022年9号と10号に掲載された前後編[7][8]。漫画家の「終活ラブコメ」を題材とした作品[7]。

その他の漫画作品
- いざかやくん - 尾古瀬あきら名義。公式サイトなどに掲載されている。
- 週刊マンガ日本史第47号『杉原千畝』（朝日新聞出版）

## 一般書籍
- 知識ゼロからの日本酒入門（2001年 幻冬舎） - エッセイと漫画から成る。
- さらに極める日本酒味わい入門（2003年 幻冬舎） - 上記の続編。

## イラスト提供
- 合名会社森喜酒造場：日本酒「るみ子の酒」のパッケージイラスト
命名の由来となった森喜酒造場の専務が先代の闘病で実家の蔵元を引き継いだ女性であり、同様の主人公設定の「夏子の酒」の佐伯夏子に共感したことから、交友のあった尾瀬が命名、イラスト作成を行なっている。
- 上野敏彦著『闘う純米酒』表紙カバー
純米酒を巡る神亀酒造当主の闘いを描いている。

## その他の活動
- 小学館漫画賞・選考委員 - 第54回（2008年）から第60回（2014年）まで

## 関連人物

### アシスタント
- こしのりょう
- 太田垣康男
- 山本おさむ[1] - 『哲ちん珍道中』は尾瀬との連名作品であった。
- 矢野健太郎

### 他
- 久木田律子 - 尾瀬と山本おさむがアシスタントをしていた（後に山本は久木田と結婚）。

## 関連書籍
- 洋泉社のムック「まんが秘宝」にインタビュー記事が掲載された。
  - Vol.1「ぶっちぎりヒーロー道」（1997年） - コミカライズ作品について話した。取り上げた作品は『空飛ぶゆうれい船』『バビル二世』『宇宙円盤大戦争』など。
  - Vol.2「つっぱりアナーキー王」（1997年） - 破滅・革命系の作品について話した。取り上げた作品は『ぎらぎらのてつ』『とべ!人類』『リュウ』『ぼくの村の話』など。
  - Vol.3「まんがチャンピオンまつり」（1998年） - アシスタント時代やドラマ化について話した。『夏子の酒』で主役を演じた和久井映見に好印象を持っていた。
- 「夏子の酒」読本（1993年 講談社） - ドラマ化の際に出たガイドブック。表紙に「原作・尾瀬あきら」との記載あり。

## ファンクラブ
- 「尾瀬あきら＝松本めぐむFC」が同人誌「松本めぐむ全集」を刊行した。